# Gimnastyka sportowa na Letnich Igrzyskach Olimpijskich 1984 – ćwiczenia na równoważni
Ćwiczenia na równoważni kobiet na Letnich Igrzyskach Olimpijskich 1984 – jedna z konkurencji gimnastyki sportowej rozgrywana podczas igrzysk 30 lipca – 5 sierpnia 1984 w Edwin W. Pauley Pavilion w Los Angeles. Mistrzyniami olimpijskimi zostały Rumunki Ecaterina Szabo i Simona Păucă.

## Wyniki

### Kwalifikacje
65 zawodników rywalizowało w obowiązkowych i dowolnych ćwiczeniach wolnych podczas wieloboju indywidualnego 30 lipca i 1 sierpnia. 

### Finał
Sześć gimnastyczek z najlepszymi wynikami zakwalifikowało się do finału ćwiczeń wolnych 5 sierpnia, gdzie rywalizowały o medale w tej konkurencji.
| Poz. | Zawodniczka     | Reprezentacja            | Kwalifikacje | Kwalifikacje | Kwalifikacje | Finał | Finał  |
| Poz. | Zawodniczka     | Reprezentacja            | Obowiązkowe  | Dowolne      | ½Q           | Finał | Wynik  |
| ---- | --------------- | ------------------------ | ------------ | ------------ | ------------ | ----- | ------ |
| 01 ! | Simona Păucă    | Rumunia                  | 9,800        | 10,000       | 9,900        | 9,900 | 19,800 |
| 01 ! | Ecaterina Szabo | Rumunia                  | 9,750        | 9,950        | 9,850        | 9,950 | 19,800 |
| 03 ! | Kathy Johnson   | Stany Zjednoczone        | 9,850        | 9,750        | 9,800        | 9,850 | 19,650 |
| 4    | Mary Lou Retton | Stany Zjednoczone        | 9,850        | 9,750        | 9,800        | 9,750 | 19,550 |
| 5    | Ma Yanhong      | Chińska Republika Ludowa | 9,700        | 9,800        | 9,750        | 9,700 | 19,450 |
| 6    | Romi Kessler    | Szwajcaria               | 9,500        | 9,700        | 9,600        | 9,750 | 19,350 |
| 7    | Anja Wilhelm    | RFN                      | 9,400        | 9,700        | 9,550        | 9,650 | 19,200 |
| 7    | Chen Yongyan    | Chińska Republika Ludowa | 9,550        | 9,750        | 9,650        | 9,550 | 19,200 |